# ستاد جامعة بكين

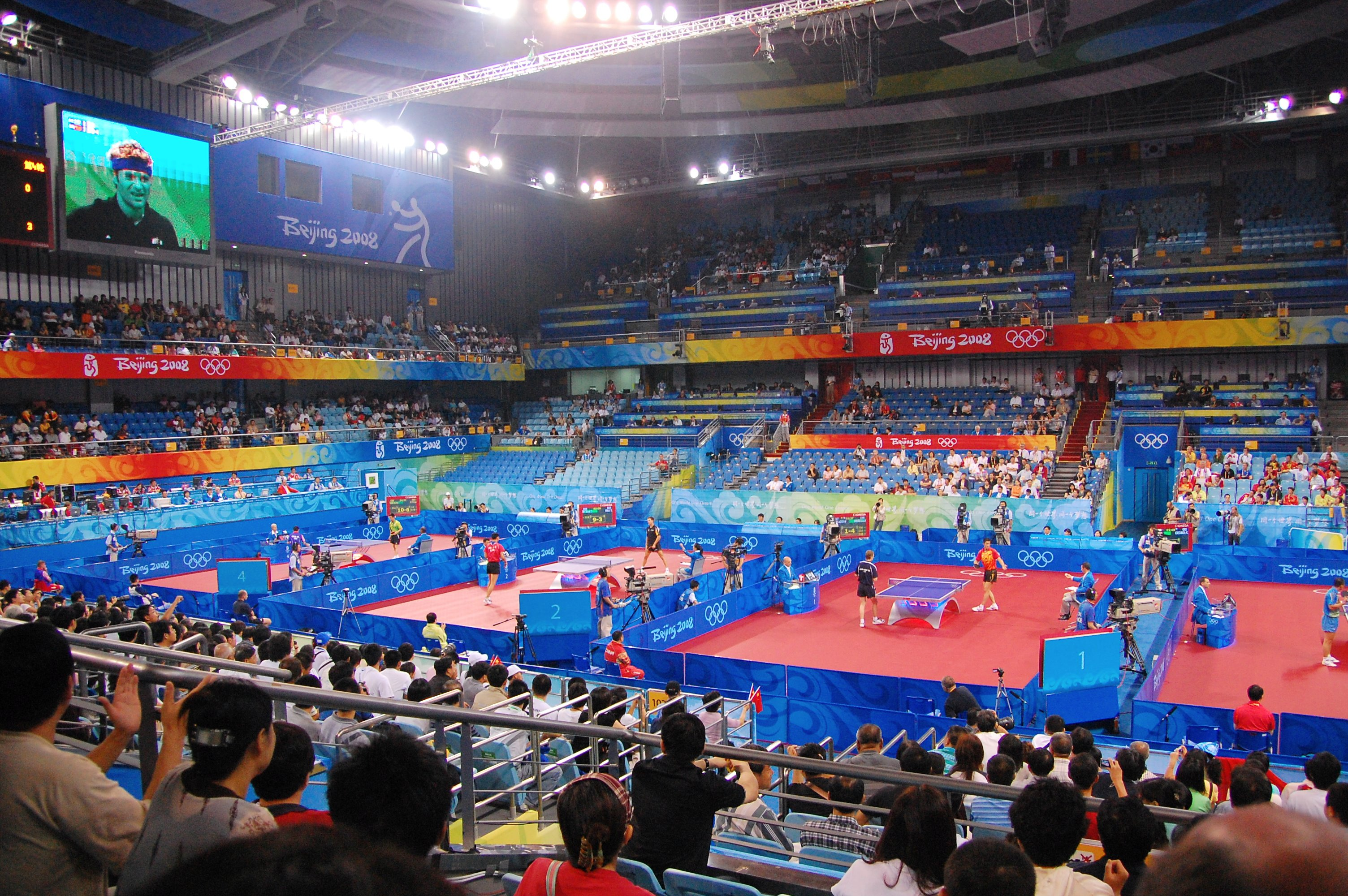
ستاد جامعة بكين خلال الألعاب الأولمبية الصيفية 2008

ستاد جامعة بكين في بكين أنشأ الستاد خصيصا لأجل أولمبياد بكين 2008 وتقام فيه لعبة كرة الطاولة وتبلغ مساحته الإجمالية 24383 متر مربع، يحتوي 6000 مقعد ثابت و2000 مقعد مؤقت وبدأ الإنشاء فيه 2005 وأنجز في 2007.
سيخصص بعد الأولمبياد لإقامة المباريات الرياضية مثل مباريات كرة الطاولة وكرة اليد وكرة السلة وكرة الريشة والكرة الطائرة وأيضا لتقام فيه تدريبات لللاعبين المحترفين ودروس رياضية للجامعيين وكذلك عروض ثقافية.